# Daisuke Saitō (Fußballspieler, 1974)
Daisuke Saitō (jap. 斎藤 大輔, Saitō Daisuke; * 19. November 1974 in der Präfektur Aichi) ist ein ehemaliger japanischer Fußballspieler.

## Karriere
Saitō erlernte das Fußballspielen in der Universitätsmannschaft der Chūō-Universität. Seinen ersten Vertrag unterschrieb er 1997 bei Gamba Osaka. Der Verein spielte in der höchsten Liga des Landes, der J1 League. Für den Verein absolvierte er 63 Erstligaspiele. 2000 wechselte er zum Ligakonkurrenten Cerezo Osaka. 2001 erreichte er das Finale des Kaiserpokal. Am Ende der Saison 2001 stieg der Verein in die J2 League ab. Für den Verein absolvierte er 61 Spiele. Im Mai 2002 wechselte er zum Erstligisten JEF United Ichihara (heute: JEF United Chiba). 2005 und 2006 gewann er mit dem Verein den J.League Cup. Für den Verein absolvierte er 197 Erstligaspiele. Ende 2009 beendete er seine Karriere als Fußballspieler.

## Erfolge
Cerezo Osaka
- Kaiserpokal

Finalist: 2001
JEF United Chiba
- J.League Cup

Sieger: 2005, 2006